# Boerdonk
Boerdonk (dialect: Boerring) is een dorp  in de Meierij van 's-Hertogenbosch, in de Nederlandse provincie Noord-Brabant. Boerdonk is een kerkdorp van de gemeente Meierijstad. Op 1 januari 2023 telde Boerdonk 810 inwoners, op een oppervlakte van 5,02 km². Boerdonk ligt tegen Beek en Donk. Bij Boerdonk loopt de Boerdonkse Aa, een zijstroom van het riviertje Aa.

## Dorpsontwikkeling
De naam Boerdonk wijst op het ontstaan op een hoger gelegen zandrug in het dal van de Aa. In de 15e eeuw komt Boerdonk voor als Bordonck of Bourdonck. Van oudsher maakte Boerdonk deel uit van de parochie en gemeente Erp.
Boerdonk was van oudsher een tamelijk groot gehucht. De Rooise koster Adriaan Brock beschreef het dorp begin 19e eeuw op zijn tocht door de Meierij als volgt:
"Een gehucht onder Erp, ten zuiden van het dorp, aan de grenzen van Beek gelegen, waar het nieuw gegraven kanaal verby loopt. Het bestaat uit eenigen huizen, waarby oudtyds eene kapel heeft geleegen, maar thans geheel is weggeraakt."
Het dorp is sinds 1850 nauwelijks gegroeid. Na het oprichten van een eigen parochie in 1874, gewijd aan de Heilige Sint Servatius, is de bebouwing met name rond de kerk toegenomen.

## Religie

### Sint-Corneliuskapel
In Boerdonk heeft een kapel gestaan die gewijd was aan de Heilige Cornelius. Het stichtingsjaar ervan is waarschijnlijk 1483, overeenkomstig een afschrift uit 1605
van een testament. Ze stond op de plaats van de huidige kerk, in de Pastoor van Schijndelstraat. Sinds de 17e eeuw was het rectoraat van deze kapel in handen van de kapelaan van Erp. Het is niet duidelijk hoe het mogelijk was dat deze kapel na 1648 nog meer dan een eeuw heeft kunnen functioneren, maar zij behoorde niet tot de Roomsche Kerkschuren waarin de Roomschgezinden bij commiventie is gepermitteerd (...) dezelve godsdienst in stilte te oeffenen. Men constateerde uiteindelijk het begaan van openbare superstitiën, waarmee waarschijnlijk de devotie tot de heilige Cornelius werd bedoeld. Alvorens tot sluiting over te gaan werd een onderzoek naar voornoemde superstitiën ingesteld door de advocaat-generaal van Staats-Brabant, waarvan de stukken bewaard zijn gebleven. Ook werd een inventaris van de kapel opgemaakt waarna ze op 20 juni 1755 gesloten en verzegeld werd. Het is niet bekend of ze later weer werd gebruikt, maar omstreeks 1870 werd de kapel gesloopt.
Op 16 september 2008 werd een nieuwe Sint-Corneliuskapel ingewijd. Dit rechthoekig rietgedekt gebouwtje is een verkleinde replica van de oorspronkelijke kapel. Het gepleisterde gebouwtje bevat enkele heiligenbeelden.
Van hier uit zijn wandelingen uitgezet die door de velden naar het nabijgelegen natuurgebied Het Hurkske voeren.

### Sint-Servatiuskerk
De neogotische Sint-Servatiuskerk van Boerdonk werd omstreeks 1874 gebouwd. Architect was M.H. Verhoekx. Het uit 1963 stammende orgel werd in 2005 in de kerk geplaatst. Daarvoor stond het orgel in het inmiddels gesloten klooster van Zijtaart. De kerk bezit twee zeer oude klokken, een uit 1381 en een uit 1412. Het interieur omvat onder meer een hoogaltaar en enkele beelden door het atelier van Pierre Cuypers, uit 1896.

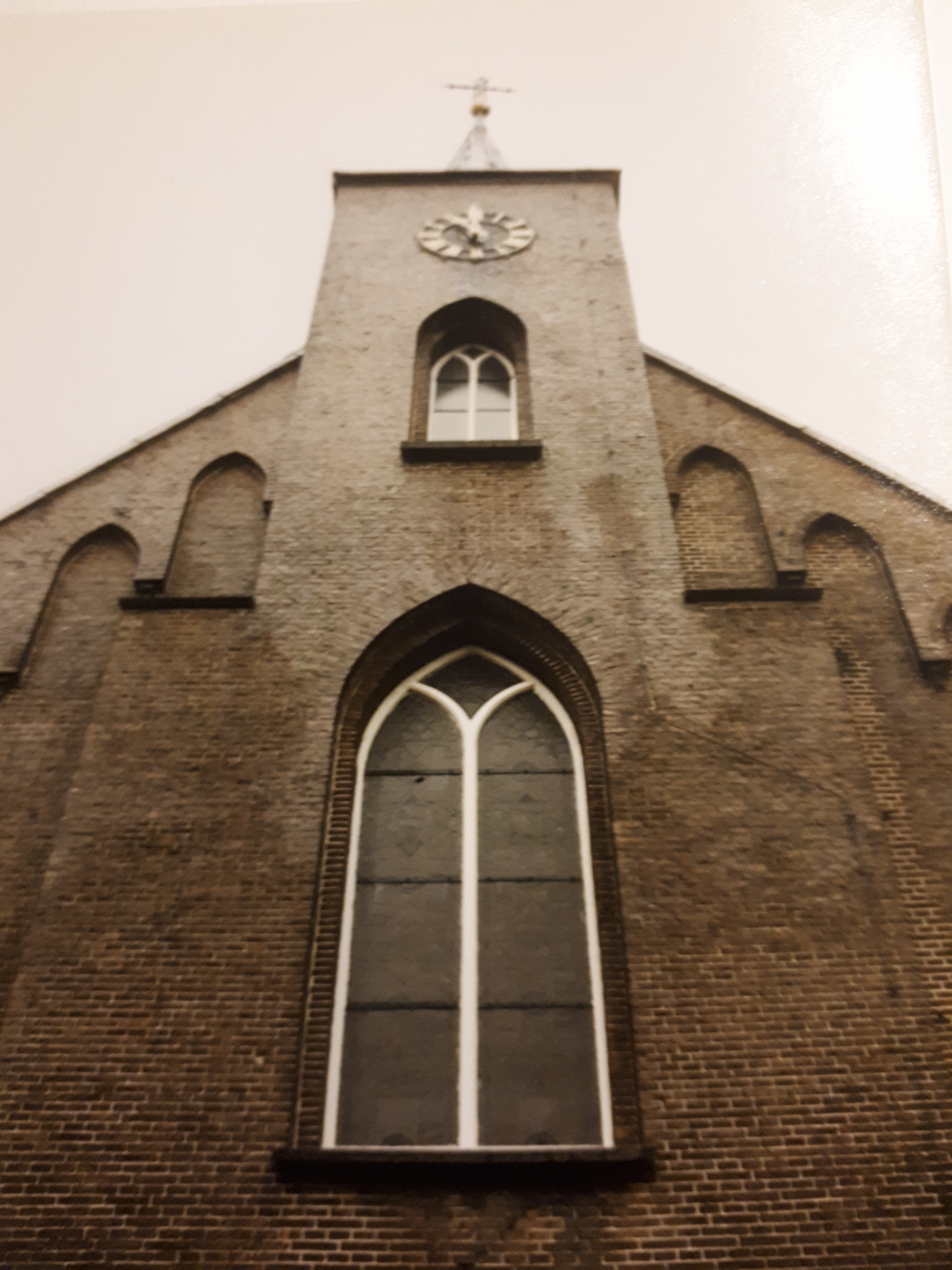
De voorgevel van de Sint-Servatiuskerk te Boerdonk. (1987)

## Natuur en landschap
Boerdonk ligt in het dal van de Boerdonksche Aa, een zijriviertje van de Aa, die aan de oostzijde langs het dorp stroomt. Ten westen van Boerdonk loopt de Zuid-Willemsvaart. Vroeger bestond er een veerdienst en de wegen ernaartoe heten nog steeds Veerweg en Veerstraat, maar de veerdienst bestaat niet meer, zodat Boerdonk betrekkelijk geïsoleerd ligt, hoewel niet ver van Beek en Donk gelegen.
In het noorden ligt vooral grootschalig landbouwgebied, en in het oosten zijn weilanden te vinden. Ten noordoosten ligt het natuurgebied Het Hurkske.

## Nabijgelegen kernen
Beek en Donk, Gemert, Erp, Keldonk.